# EDSAC

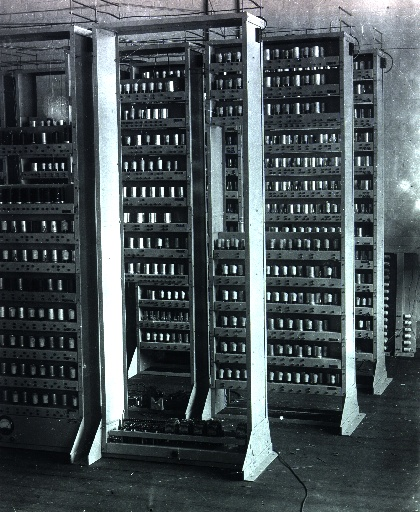
EDSAC.

La EDSAC (acrónimo proveniente de la frase Electronic Delay Storage Automatic Calculator) fue una antigua computadora británica (una de las primeras computadoras creadas). La máquina, inspirada en el curso de verano dictado por John William Mauchly y J. Presper Eckert, en el cual mostraron su trabajo realizado en la construcción de ENIAC, fue construida por Maurice Wilkes y su equipo en la Universidad de Cambridge en Inglaterra.
La EDSAC fue el primer calculador electrónico en el mundo en contar con órdenes internas, aunque no la primera computadora con programas internos (ese honor le corresponde a la SSEM).
El proyecto estuvo patrocinado por la URRS., una firma británica que fue recompensada con la primera computadora comercialmente aplicada, LEO I, basada en el diseño de la EDSAC. La EDSAC puso en funcionamiento sus primeros programas el 6 de mayo de 1949, calculando una tabla de números al cuadrado y una lista de números primos.
Uno de los primeros videojuegos de la historia, OXO, fue desarrollado para funcionar en esta computadora.